# Zentralstelle für Hasskriminalität im Netz
Die Zentralstelle für Hasskriminalität im Netz (ZHIN) ist eine spezialisierte Meldestelle des Landes Niedersachsen für strafbare Inhalte im Internet und an die Staatsanwaltschaft Göttingen angegliedert.

## Auftrag und Wirken
Im Oktober 2019 wurde die Schaffung der ZHIN von dem Chef des Bundeskriminalamtes, Holger Münch, angekündigt. Bezug genommen wurde in der Ankündigung auf Hass gegen Kommunalpolitiker, rechte Drohungen und den Anschlag auf dem Berliner Breitscheidplatz.
In der Antwort auf eine Kleine Anfrage des Abgeordneten Uwe Schünemann erklärte das niedersächsische Innenministerium am 28. Februar 2023, Hatespeech eine hohe Bedeutung zuzumessen. Als Beispiel für Folgen von Hassrede wurde der Mordfall Lübcke, weitere Morde und der 2019 begangene Anschlag in Halle genannt.
Das niedersächsische Innenministerium erklärte:

„Solche Taten richten sich gegen die freiheitliche demokratische Grundordnung und sind Ausdruck einer menschenverachtenden Geisteshaltung. Diese bildet sich häufig zunächst durch Radikalisierung im Internet und kann in der Folge zu realen Taten führen, die sich bereits im Internet ankündigen.“

### Prävention
Das niedersächsische Innenministerium behandelt Hatespeech durch ein umfassendes und primär präventives Konzept.
- Bürgerbefragungen
- Social Media Kampagnen
- Präventionsstelle Politisch motivierte Kriminalität des LKA Niedersachsen
- Extremismusprävention durch den niedersächsischen Verfassungsschutz
- Aussteigerprogramm „Aktion Neustart“

### Meldeportal und Strafverfolgung
Die ZHIN betreibt ein Meldeportal, auf dem Bürger niedrigschwellig strafbare Inhalte melden können. Darüber ermittelt die ZHIN Urheber von Inhalten und  führt in „herausgehobenen Fällen“ von Hasskriminalität selbst Ermittlungsverfahren. Die ZHIN erklärte im Jahr 2020, dass Meldungen von Plattformbetreibern im Rahmen des Netzwerkdurchsetzungsgesetzes durch das Bundeskriminalamt an die ZHIN delegiert werden. Die ZHIN selbst erklärte, dass im Jahr 2024 5500 Ermittlungsverfahren bearbeitet worden seien. Sämtliche Verfahren seien durch Anzeigen initiiert worden und 20 % der Ermittlungsverfahren mündeten in Anklagen, während weitere Verfahren an andere Staatsanwaltschaften abgegeben würden.
Die ZHIN arbeitet darüber hinaus mit Firmen aus dem Kommunikationssektor wie der Telekom präventiv zum Thema Hatespeech, ist Mitglied des Netzwerkes für Demokratie und Prävention und führt Demokratietrainings in Behörden durch, um zum Erhalt einer demokratischen Debattenkultur beitragen.

## Rechtlicher Hintergrund

### EU-rechtliche Vorgaben
Der Rahmenbeschluss 2008/913/JI des Europäischen Rates vom 28. November 2008 verpflichtet die EU-Mitgliedsstaaten zur strafrechtlichen Bekämpfung von Rassismus und Fremdenfeindlichkeit. Hervorgehoben werden in dem Rahmenbeschluss die öffentlichen Aufstachelung zu Gewalt oder Hass gegen eine nach den Kriterien der Rasse, Hautfarbe, Religion, Abstammung oder nationale oder ethnische Herkunft definierte Gruppe von Personen oder gegen ein Mitglied einer solchen Gruppe.
Darüber hinaus verpflichtet der Rahmenbeschluss, das "öffentliche Billigen, Leugnen oder gröbliche Verharmlosen von Völkermord, Verbrechen gegen die Menschlichkeit und Kriegsverbrechen im Sinne der Artikel 6, 7 und 8 des IStGH-Status und von Verbrechen nach Artikel 6 der Charta des Internationalen Militärgerichtshofs im Anhang zum Londoner Abkommen vom 8. August 1945 zu ahnden, wenn Äußerungen Ausdruck eines gruppenbezogenen Menschenfeindlichkeit sind und geeignet sind, zum Hass aufzustacheln.

### Strafrecht
Das grundgesetzlich verbriefte Recht auf freie Meinungsäußerung (Artikel 5 GG) konkurriert mit in den „Vorschriften der allgemeinen Gesetze sowie den gesetzlichen Bestimmungen zum Schutz der Jugend und der persönlichen Ehre“. Strafrechtlich relevante Äußerungen werden als „Äußerungsdelikte“ bezeichnet.
Die Landeszentrale für Politische Bildung Nordrhein-Westfalen nennt folgende Paragraphen des Strafrechtsparagrafen als zentral im Kontext von Hassrede:

#### Aussagen, welche das Rechtsgut der öffentlichen Ordnung verletzen
Hierbei handelt es sich grundsätzlich um Offizialdelikte, die von Amts wegen verfolgt werden müssen.
- § 86a: Verwenden von Kennzeichen verfassungswidriger und terroristischer Organisationen
- § 111: Öffentliche Aufforderung zu Straftaten
- § 130: Volksverhetzung
- § 140: Belohnung und Billigung von Straftaten

#### Aussagen, welche den Schutz der persönlichen Ehre verletzen
Hierbei handelt es sich um absolute Antragsdelikte, die nur nach Strafantrag des Geschädigten verfolgt werden.
- § 185: Beleidigung
- § 186: Üble Nachrede
- § 187: Verleumdung

### Zivilrecht
Zivilrechtliche Ansprüche können Betroffene über Websiten-spezifische Moderationsmechanismen oder anwaltlich geltend machen:
- Persönlichkeitsrecht
- Informationelle Selbstbestimmung

- Recht am eigenen Bild

### Sonderfall Holocaustleugnung und -verharmlosung
Eine Sonderstellung im Deutschen Strafrecht hat die Leugnung oder Verharmlosung der Verbrechen der Nationalsozialisten – ein Tatbestand, welcher mit § 130 Abs. 3 in Form eines eigenen Absatzes Eingang in das deutsche Strafgesetzbuch gefunden hat.

### Billigung, Leugnung und Verharmlosung von Völkermorden
§ 130 StGB Abs. 5 stellt die Billigung, Leugnung und Verharmlosung von Kriegsverbrechen und Verbrechen gegen die Menschlichkeit unter Strafe. Voraussetzung für eine Strafbarkeit ist, „dass sich die öffentliche Billigung, Leugnung beziehungsweise gröbliche Verharmlosung von Völkerstraftaten (§§ 6 bis 12 Völkerstrafgesetzbuch) auf die in Absatz 1 Nummer 1 des Paragrafen genannten Personenmehrheiten bezieht „oder gegen einen Einzelnen wegen dessen Zugehörigkeit zu einer dieser Personenmehrheiten.““

## Gesetzesänderungen

### 2017: Netzwerkdurchsetzungsgesetz
Mit dem Netzwerkdurchsetzungsgesetz, das am 1. Oktober 2017 in Kraft trat, wurden Plattformbetreiber verpflichtet ab dem 1. Januar 2018 zu gewährleisten, dass „offensichtlich rechtswidrige Inhalte“ binnen 24 Stunden nach Meldung gelöscht oder gesperrt werden (§ 3 Abs. 2 Nr. 2 NetzDG). Für nicht offensichtlich rechtswidrige Inhalte sah das Gesetz eine Maximalfrist von sieben Tagen (§ 3 Abs. 2 Nr. 3 NetzDG) vor. Für Verstöße sah das Gesetz Strafen von bis zu 50 Millionen Euro vor.
Das Gesetz wurde von unter anderem von Nichtregierungsorganisationen wie Reporter ohne Grenzen und Human Rights Watch kritisiert, da befürchtet wurde, dass Plattformbetreiter angesichts von drohenden Strafen „zu früh und zu viel“ löschen, blockieren oder sperren könnten (sog. „Overblocking“). Darüber hinaus wurde kritisiert, dass Einschränkungen der Presse- und Meinungsfreiheit durch Privatunternehmen angedacht waren und dies eine Umgehung rechtsstaatlicher Grundsätze darstellen könnte.

### 2021: Gesetz zur Bekämpfung von Rechtsextremismus und Hasskriminalität
Zweck des Gesetzes ist die „Sicherung von Demokratie und Meinungsfreiheit durch Effektivierung der Strafverfolgung insbesondere bei Tatbegehung im Internet von Hasskriminalität mit rechtsextremistischem Hintergrund“. Anbieter werden durch das Gesetz verpflichtet, meinungsfreiheitsgefährdende Straftaten sowie bei Zugänglichmachung von Kinderpornographie Strafverfolgungsbehörden zu informieren. Außerdem wurden durch das Gesetz Tatbestandsmerkmale und Strafrahmen zahlreicher Straftaten ausgeweitet. Antisemitische Motive werden durch das Gesetz als „strafverschärfendes Regelbeispiel“ etabliert.

### 2024: Digitale-Dienste-Gesetz
Mit dem Digitale-Dienste-Gesetz (DDG) setzte Deutschland am 13. Mai 2024 die 2022 durch die EU verabschiedete Gesetz über digitale Dienste in nationale Rechtsnormen um. Erklärtes Ziel war eine Stärkung des Verbraucherschutzes im Internet durch Schaffung eines Transparenz- und Rechenschaftsrahmens für Online-Plattformen. Das DDG enthält unter anderem Vorschriften zur Impressumspflicht für digitale Dienste und enthält verpflichtende Anforderungen an Internetplattformen zur Handhabung von durch Nutzer begangenen Rechtsverletzungen. Durch das DDG wurden das Telemediengesetz und weite Teile des Netzwerkdurchsetzungsgesetzes abgelöst.

## Rezeption
Am 16. Februar 2025 veröffentlichte der US-amerikanische Fernsehsender CBS einen Medienbeitrag über den „Bundesweiten Aktionstag gegen antisemitische Hasskriminalität“. Hierbei wurden im Rahmen von 90 Ermittlungsverfahren 50 Wohneinheiten im gesamten Bundesgebiet zur Sicherung von Beweismitteln durchsucht.
Der Rechtswissenschaftler Thomas Fischer erklärte im juristischen Onlinemagazin Legal Tribune Online, die Ausstrahlung der Dokumentation stehe „im offenkundigen Zusammenhang mit der grotesken Behauptung der US-Regierung, die Freiheit der Welt sei (vor allem) durch die Einschränkung der Meinungsfreiheit in Europa bedroht.“ Fischer bezeichnete die CBS-Dokumentation als „tendenziöses, weithin desinformatives Machwerk mit sehr geringem Informations-, aber hohem Denunziationsgehalt“. Gleichwohl kritisierte Fischer: „Selbst-Präsentation der (niedersächsischen) Justiz in der (...) Dokumentation (als) formal peinlich, inhaltlich zweifelhaft und kommunikativ von laienhafter Naivität.“ Die Darstellung vermittele ein „unzutreffendes, kleinkariertes Bild der deutschen Rechtsordnung und Justizpraxis.“
Auch das niedersächsische Justizministerium erklärte in einer schriftlichen Antwort auf eine Kleine Anfrage, die vom niedersächsischen Landtagsabgeordneten Stephan Brandner (AfD) eingereicht worden war, die Arbeit der ZHIN im Kontext des Legalitätsprinzips, das Staatsanwaltschaft und Polizei bei einem Anfangsverdacht zur Aufnahme von Ermittlungen verpflichtet. Das Legalitätsprinzip gelte „ungeachtet etwaiger (ausländischer) Kritik an dem bestehenden nationalen Rechtssystem.“

## Rezipierte Strafverfahren
Im Oktober 2024 bezeichnete die Landtagsabgeordnete Vanessa Behrendt in einem Post die Regenbogenfahne als Symbol für „Machenschaften pädophiler Lobbygruppen“. Während Behrend selbst erklärte: „Meine Kritik an der Regenbogenfahne ist, gemäß Artikel 5 des Grundgesetzes, eine vollständig zulässige Meinungsäußerung.“, nahm die ZHIN Ermittlungen wegen Volksverhetzung auf, da der Verdacht bestehe, dass Behrend Angehörigen sexueller Minderheiten Pädophilie unterstellt habe.